# Eccellenza Emilia-Romagna 2002-2003
Il campionato italiano di calcio di Eccellenza regionale 2002-2003 è stato il dodicesimo organizzato in Italia. Rappresenta il sesto livello del calcio italiano.
Questi sono i gironi organizzati dal comitato regionale della regione Emilia-Romagna.

## Girone A

### Squadre partecipanti
| Squadra                       | Città (provincia)            |
| ----------------------------- | ---------------------------- |
| A.S.C. Arcetana               | Scandiano (RE)               |
| A.S.D. Atletic Pico Concordia | Concordia sulla Secchia (MO) |
| G.S. Bagnolese                | Bagnolo in Piano (RE)        |
| Pol. Castellarano             | Castellarano (RE)            |
| A.C. Correggese               | Correggio (RE)               |
| A.C. Fiorano                  | Fiorano Modenese (MO)        |
| A.C. Formigine                | Formigine (MO)               |
| Pol. Lentigione               | Brescello (RE)               |
| Maranello Sportiva            | Maranello (MO)               |
| A.S.D. Pol. Meletolese F.C.   | Castelnovo di Sotto (RE)     |
| U.S. Pontolliese Libertas     | Ponte dell'Olio (PC)         |
| A.C. Rolo                     | Rolo (RE)                    |
| A.C. San Secondo Parmense     | San Secondo Parmense (PR)    |
| A.P.C. Scandiano              | Scandiano (RE)               |
| A.S. Termolan Bibbiano        | Bibbiano (RE)                |
| U.C. Viadana                  | Viadana (MN)                 |
| Virtus Castelfranco Calcio    | Castelfranco Emilia (MO)     |
| A.S. Visport 2000             | Castelvetro (MO)             |

### Classifica finale
|  | Pos. | Squadra                | Pt | G  | V  | N  | P  | GF | GS | DR  |
|  | ---- | ---------------------- | -- | -- | -- | -- | -- | -- | -- | --- |
|  | 1.   | Bagnolese              | 62 | 34 | 17 | 11 | 6  | 57 | 34 | +23 |
|  | 2.   | Castellarano           | 61 | 34 | 18 | 7  | 9  | 42 | 26 | +16 |
|  | 3.   | Pontolliese Libertas   | 61 | 34 | 17 | 10 | 7  | 53 | 31 | +22 |
|  | 4.   | Virtus Castelfranco    | 52 | 34 | 13 | 13 | 8  | 40 | 27 | +13 |
|  | 5.   | Correggese             | 48 | 34 | 12 | 12 | 10 | 43 | 33 | +10 |
|  | 6.   | Rolo                   | 48 | 34 | 11 | 15 | 8  | 41 | 34 | +7  |
|  | 7.   | Atletic Pico Concordia | 46 | 34 | 11 | 13 | 10 | 38 | 32 | +6  |
|  | 8.   | Meletolese             | 45 | 34 | 10 | 15 | 9  | 38 | 35 | +3  |
|  | 9.   | Formigine              | 44 | 34 | 11 | 11 | 12 | 33 | 32 | +1  |
|  | 10.  | Fiorano                | 44 | 34 | 11 | 11 | 12 | 35 | 37 | -2  |
|  | 11.  | Visport                | 44 | 34 | 10 | 14 | 10 | 31 | 34 | -3  |
|  | 12.  | Scandiano              | 44 | 34 | 11 | 11 | 12 | 24 | 29 | -5  |
|  | 13.  | San Secondo Parmense   | 43 | 34 | 10 | 13 | 11 | 37 | 38 | -1  |
|  | 14.  | Viadana                | 43 | 34 | 12 | 7  | 15 | 42 | 44 | -2  |
|  | 15.  | Lentigione             | 42 | 34 | 10 | 12 | 12 | 38 | 45 | -7  |
|  | 16.  | Arcetana               | 34 | 34 | 8  | 10 | 16 | 26 | 50 | -24 |
|  | 17.  | Maranello Sportiva     | 31 | 34 | 7  | 10 | 17 | 25 | 51 | -26 |
|  | 18.  | Termolan Bibbiano      | 24 | 34 | 5  | 9  | 20 | 26 | 57 | -31 |

Legenda:
      Promosso in Serie D 2003-2004.
      Ammesso allo spareggio.
      Retrocesso in Promozione 2003-2004.
Note:
Due punti a vittoria, uno a pareggio, zero a sconfitta.
Pari merito in caso di pari punti.
Scontri diretti in caso di pari punti fra 3 o più squadre in zona promozione e retrocessione per stabilire la squadra che deve disputare lo spareggio.

### Spareggi

#### Spareggio 2º posto
| Squadra 1    | Risultato | Squadra 2            |
| ------------ | --------- | -------------------- |
| Castellarano | 3 - 1     | Pontolliese Libertas |

| ??? 2003 | Castellarano | 3 – 1 | Pontolliese Libertas |  |

## Girone B

### Squadre partecipanti
| Squadra                         | Città (provincia)                      |
| ------------------------------- | -------------------------------------- |
| S.P. Argentana Capca            | Argenta (FE)                           |
| A.C. F. Baracca Lugo            | Lugo di Romagna (RA)                   |
| A.S.D. Castrocaro Calcio        | Castrocaro Terme e Terra del Sole (FC) |
| A.C. Cattolica                  | Cattolica (RN)                         |
| F.C. Centese 1913               | Cento (FE)                             |
| A.S. Cervia 1920                | Cervia (RA)                            |
| S.S. Crespellano                | Crespellano (BO)                       |
| A.S.D. Del Conca Sanclemorciano | Morciano di Romagna (RN)               |
| Pol. Dorando Pietri Kennedy     | Carpi (MO)                             |
| S.S. Dovadola                   | Dovadola (FC)                          |
| A.C. Giacomense                 | Masi San Giacomo (FE)                  |
| A.C. Masi Torello               | Masi Torello (FE)                      |
| Molinella Calcio 1911           | Molinella (BO)                         |
| Pol. Ozzanese                   | Ozzano Emilia (BO)                     |
| A.S. Real Misano                | Misano Adriatico (RN)                  |
| A.C. Real Sarsina               | Sarsina (FC)                           |
| S.S. Savignanese                | Savignano sul Rubicone (FC)            |
| A.C. Voltana                    | Voltana (RA)                           |

### Classifica finale
|  | Pos. | Squadra                   | Pt | G  | V  | N  | P  | GF | GS | DR  |
|  | ---- | ------------------------- | -- | -- | -- | -- | -- | -- | -- | --- |
|  | 1.   | Cattolica                 | 71 | 34 | 21 | 8  | 5  | 49 | 19 | +30 |
|  | 2.   | Cervia                    | 64 | 34 | 17 | 13 | 4  | 54 | 29 | +25 |
|  | 3.   | Centese                   | 54 | 34 | 15 | 9  | 10 | 49 | 38 | +11 |
|  | 4.   | Real Sarsina              | 54 | 34 | 14 | 12 | 8  | 40 | 29 | +11 |
|  | 5.   | Argentana Capca           | 48 | 34 | 12 | 12 | 10 | 45 | 41 | +4  |
|  | 6.   | Molinella                 | 47 | 34 | 12 | 11 | 11 | 42 | 39 | +3  |
|  | 7.   | Castrocaro Terra del Sole | 45 | 34 | 9  | 18 | 7  | 34 | 29 | +5  |
|  | 8.   | Del Conca Sanclemorciano  | 45 | 34 | 12 | 9  | 13 | 42 | 43 | -1  |
|  | 9.   | Voltana                   | 45 | 34 | 11 | 12 | 11 | 39 | 41 | -2  |
|  | 10.  | Real Misano               | 44 | 34 | 10 | 14 | 10 | 45 | 44 | +1  |
|  | 11.  | Savignanese               | 44 | 34 | 11 | 11 | 12 | 43 | 44 | -1  |
|  | 12.  | Crespellano               | 43 | 34 | 10 | 13 | 11 | 38 | 41 | -3  |
|  | 13.  | Baracca Lugo              | 43 | 34 | 12 | 7  | 15 | 29 | 36 | -7  |
|  | 14.  | Ozzanese                  | 43 | 34 | 10 | 13 | 11 | 33 | 28 | +5  |
|  | 15.  | Giacomense                | 43 | 34 | 12 | 7  | 15 | 30 | 39 | -9  |
|  | 16.  | Dovadola                  | 33 | 34 | 9  | 6  | 19 | 30 | 44 | -14 |
|  | 17.  | Dorando Pietri            | 29 | 34 | 6  | 11 | 17 | 44 | 70 | -26 |
|  | 18.  | Masi Torello              | 27 | 34 | 7  | 6  | 21 | 40 | 72 | -32 |

Legenda:
      Promosso in Serie D 2003-2004.
      Ammesso allo spareggio.
      Retrocesso in Promozione 2003-2004.
Note:
Due punti a vittoria, uno a pareggio, zero a sconfitta.
Pari merito in caso di pari punti.
Scontri diretti in caso di pari punti fra 3 o più squadre in zona promozione e retrocessione per stabilire la squadra che deve disputare lo spareggio.

### Spareggi

#### Spareggio salvezza
| Squadra 1 | Risultato | Squadra 2  |
| --------- | --------- | ---------- |
| Ozzanese  | 1 - 0     | Giacomense |

| ??? 2003 | Ozzanese | 1 – 0 |  |  |